# Inner City Blues (Make Me Wanna Holler)
〈Inner City Blues (Make Me Wanna Holler)〉는 종종 〈Inner City Blues〉로 단축되어 1971년 그의 획기적인 음반 《What's Going On》의 세 번째이자 마지막 싱글로 발매된 마빈 게이의 곡이다.게이와 제임스 닉스 주니어가 쓴 이 노래는 미국의 빈민가와 암울한 경제 상황, 그리고 이들이 주민들에게 미치는 정서적 영향을 묘사하고 있다.